# Poesia, 1957
Poesia (1957) és el títol amb què es coneix l'antologia que el poeta Josep Carner va preparar de la seva obra poètica l'any 1957. Aquest recull reflecteix la visió que el poeta tenia de la poesia: un producte dinàmic que s'anava gestant des d'un primer esborrany. En paraules del poeta francès Paul Valéry: "Un poema no s'acaba mai: s'abandona". Així doncs, la tasca del poeta és consagrada a una revisió profunda i constant de la seva obra que la deixa suspesa en un estadi de perpètua reelaboració.

## L'edició
El llibre fou publicat, relligat en pell vermella amb el dibuix del perfil Josep Carner en traç daurat realitzat per Xavier Nogués, el desembre de 1957. Anava precedit per un pròleg de Marià Manent. La idea del poeta era que constituís el primer volum de la seva obra completa. Consta de 896 poemes, dels quals 103 eren inèdits, 763 reelaborats i només 30 no presenten variants respecte anteriors publicacions.

## L'estructura
Poesia (1957) es divideix en tretze seccions. Cadascuna d'elles du un títol que, en alguns casos, coincideix amb el de títols de llibres publicats anteriorment.
1. Els fruits saborosos
2. Lloc
3. Auques i ventalls
4. Llegendari
5. Ofrena
6. Llunari
7. Arbres
8. Cor quiet
9. Verb
10. Mar
11. Nabí
12. Lluna i llanterna
13. Absència

## Descripció de les seccions
Els fruits saborosos conté divuit poemes, anomenats 'idil·lis' pel poeta, en referència a la versió idealitzant amb què tracten els diferents estadis de la vida humana. Aquesta primera secció conserva el títol del llibre que va consagrar Carner com a poeta, publicat l'any 1906. Tal com va escriure al pròleg de l'edició que es va publicar l'any 28, es tracta del seu bateig poètic. És considerat en la història literària catalana com a obra clau del moviment noucentista que just en aquell mateix any s'iniciava de forma programada i amb tot l'esclat (recordem que també és l'any en què Eugeni d'Ors va començar la publicació de les seves 'Gloses' a La Veu de Catalunya). En recuperar aquests poemes en la seva unitat primera i situar-los a l'inici de la revisió de la seva obra poètica, Carner sembla que volia donar testimoni agraït d'"aquella primaveral il·lusió catalana" que el Noucentisme va desfermar i oferir al públic una visió de la poesia com a reflexió moral al voltant de l'essencial condició temporal humana que, alhora, transcendeix aquesta inevitable contingència. No és debades que aquesta secció finalitzi amb "Els raïms immortals", un cant a l'essència de la vida transcendida en la poesia:
```
No em plau corona de tot vent joguina,

sinó deixar, per a no nats humans,

un poc de sol de mos amors llunyans,

clos al celler, colgat en teranyina.
```

Així mateix, aquesta primera secció és una inequívoca declaració d'intencions del que és tot el llibre Poesia (1957): una revisió de tota l'obra anterior, una autèntica biografia poètica a la manera del poeta irlandès William Butler Yeats qui, davant dels escarafalls del seu editor en veure que contínuament li lliurava correccions als seus poemes, li va exclamar: "Vostè no ho entén: és a mi mateix a qui estic refent!" en una clara al·lusió al vincle indefugible entre vida i poesia.
Lloc, la segona secció és dedicada a la pàtria, Catalunya, i tots els elements que la configuren persones, paisatges, costums, feines, tradicions, paisatges...
Auques i ventalls, la tercera secció recull algunes característiques de les dues precedents. Com la primera conserva el títol del llibre homònim publicat l'any 1914 en primera versió, i el 1935 en segona, com la secció següent parla d'un lloc amb el qual el poeta va tenir una gran vinculació geogràfica abans del seu exili: Barcelona. La vida social barcelonina n'esdevé el pretext poètic amb un to marcadament irònic i unes formes que combinen des del clàssic i seriós sonet fins als populars rodolins, els romanços i les auques. Una estampa artística ben propera als dibuixos del mateix Xavier Nogués que il·lustra la coberta del llibre.
Llegendari, la quarta secció, presenta una unitat formal i de contingut, ja que es tracta de poemes narratius centrats en la recreació de figures i episodis de la història catalana i europea o bé mitològics.
Ofrena és la secció que fa cinc i és la més nombrosa del llibre. Conté cent setanta-vuit poemes on el Jo poètic (encara que a vegades s'amagui) té un clar protagonisme. Una constant temàtica travessa la secció: la vivència amorosa i la seva consubstancial ambivalença goig / dolor.
Llunari, tal com el seu nom indica, és un calendari: comença amb poemes de principis d'any i acaba amb un poema del 31 de desembre. Aquí és on es pot constatar la importantíssima relació que Carner veu entre el pas de les estacions i la vida, una idea que veié ja Horaci en el seu temps, però que Carner desenvolupa del tot. La naturalesa pren protagonisme com a cara visible del pas del temps, tant en les seves manifestacions cícliques com meteorològiques.
Arbres és la lògica continuació de la secció anterior com ja apuntava el darrer poema, Ostende. Aquí es tracta de reflexionar sobre l'ésser en temps, del quan l'arbre n'és la viva imatge, com ja havia apuntat Miquel Costa i Llobera al cèlebre poema Lo pi de Formentor, una referència no casual tenint en compte l'admiració que Carner professava a l'Escola Mallorquina. Així mateix, els arbres ens marquen la geografia vital del mateix Carner des de Sarrià a Mèxic, passant pel Líban o Brussel·les i se'ns presenten com a elements de companyia, aixopluc i lliçó de remuntada en l'estricte sentit rilkenià del terme.
Cor quiet constitueix la vuitena secció i ens situa en la maduresa vital del poeta. Tot i referir-se a un llibre de poemes anterior, no ho és.
Les tres seccions següents tenen un punt en comú: la reflexió sobre el sentit i la transcendència de la vida humana.
Verb és dedicada a la particular i profunda lectura d'alguns passatge de la Bíblia per part del poeta, home de fermes i arrelades conviccions catòliques. Recull poemes de totes les etapes de la producció carneriana, fet que testimonia la presència constant de l'element religiós cristià en la seva obra, tant en el vessant de lectura dels llibres sagrats de la tradició com en el transcurs de l'any eclesiàstic i la litúrgia. Els trenta-un poemes de la secció ens revelen un pensament cristocèntric i una sòlida base teològica.
Mar retorna el protagonisme a la naturalesa. Aquest cop a l'element canviant i immanent per antonomàsia que esdevé el pretext per a la reflexió sobre el destí final de la condició humana.
Nabí reprodueix, com de costum amb variants, el gran poema carnerià que té com a rerefons les difícils, i a vegades tenses, relacions entre l'ésser humà i la divinitat. Així, el poeta afegeix la seva veu tant a les de la tradició literària catalana expressada en els dos Cants espirituals d'Ausiàs March i Joan Maragall com a la producció poètica d'autors contemporanis (Elegies de Bierville de Carles Riba o Cementiri de Sinera de Salvador Espriu).
Lluna i llanterna, com diu el subtítol, és una reelaboració de poemes de la millor tradició xinesa.
Absència és la darrera secció i, paradoxalment, un fosc i enyorat retorn literariobiogràfic a la segona, Lloc, "per galeries del record profund". Un cop més, Carner utilitza la literatura per fer realitat allò que sempre desitjà, el retorn a la pàtria, però que tanmateix tenaçment refusà per coherència amb els seus ideals catalanistes, democràtics i republicans. De fet, el Carner que va tornar a Barcelona pocs dies abans de morir el juny del 1970 ja era una ombra molt lleugera del que havia estat en la seva plenitud.